# Aleochara rubricalis
Aleochara rubricalis är en skalbaggsart som först beskrevs av Thomas Casey 1911.  Aleochara rubricalis ingår i släktet Aleochara och familjen kortvingar. Inga underarter finns listade i Catalogue of Life.